# 부여 송국리 유적
부여 송국리 유적(扶餘 松菊里 遺蹟)은 대한민국 충청남도 부여군 초촌면 송국리에 있는 청동기시대 집터 유적이다. 1976년 12월 31일 대한민국의 사적 제249호로 지정되었다. 하천과 평지에 인접한 낮은 구릉과 대지 위에 100여 기 이상의 집터가 있을 것으로 추정된다.

## 유구
청동기시대 대지조성을 위해 대략 1,000㎡에 걸쳐 성토하였다. 성토층에서는 지점에 따라 다양한 재질의 흙이 사용되었으며, 평탄하게 하기 위해 경사면 위쪽의 풍화암반층을 깎아내고 그 깎아낸 흙은 경사면에 쌓아 면적을 넓힌 것으로 보인다.
제의 통로로 추정되는 대형 나무기둥열도 발견되었다. 확인된 나무기둥열은 두 줄이 쌍을 이루며 약 200m에 걸쳐 길게 나 있는데, 모두 북쪽에 위치한 1호 석관묘를 향하고 있었다. 석관묘에서는 비파형 동검, 동착, 관옥 등 권위를 상징하는 유물들이 함께 발견되어 마을의 지배자가 묻힌 것으로 추정되면서 이들 나무기둥열은 무덤군으로 향하는 제의를 위한 통로시설로 활용되었던 것으로 추정되고 있다.
대지 조성과정에서 만들어진 도랑 모양의 구상유구(溝狀遺構) 7기도 확인되었는데, 안은 회색과 적색 등의 점토덩어리(토괴, 土塊)로 무질서하게 메워져 있었다.
집터는 평면 형태에 따라 둥근 것과 긴 네모꼴인 것이 있다. 둥근 집터는 30∼150cm 깊이로 땅을 파서(수혈식주거지) 만들었으며, 한쪽 벽을 얕게 파서 문을 만든 듯하다. 화덕자리가 발견되지는 않았지만 다수의 저장용 구덩이가 발견되었다. 바닥 중앙에 1m 내외의 긴 타원형 구덩이를 파고 그 구덩이 안에 몇 개의 둥근 구덩이를 만들었다.
네모꼴 집터는 30cm 미만으로 땅을 판 반움집이나 지상식에 가까운 것으로 기둥구멍이 발견되지 않았으나, 주춧돌이 있는 발달된 집 형태를 하고 있다.

## 유물
집터 안에서는 토기와 석기가 많이 출토되었다. 토기는 무문토기와 붉은 토기(홍도), 검은 간토기(흑도)가 나왔다. 무문토기는 납작한 밑, 긴 달걀형의 몸체, 목이 없이 아가리가 밖으로 약간 꺾인 모습을 하여 이전의 무문토기와 달라 송국리식토기라 불린다.
돌칼, 돌화살촉, 방추차, 돌도끼를 비롯하여 다양한 석기들도 출토되었다. 그 밖에 많은 양의 불탄쌀과 벽체에 세웠던 판자가 불탄채로 나오기도 하였고, 청동도끼 거푸집(동부용범)이 출토되었다. 청동도끼 거푸집은 부채날형 청동도끼의 틀로서 요령지역의 것과 닮은 것이다. 집터 서쪽에는 한국에서 처음으로 무문토기 가마터가 확인되었다.

## 시대
송국리 집터는 유물을 토대로 기원전 9∼6세기 전에 농경과 수렵에 기반을 둔 사람들에 의해 만들어진 것으로 추측되며, 청동기시대 사람들의 생활상을 보여주는 중요한 자료로 평가된다.
현재 5기의 집터가 움집 형태로 복구되었다.

## 같이 보기
- 청동기시대

## 참고 자료
- 부여 송국리 유적 - 국가유산청 국가유산포털
- 이 문서에는 국가유산청에서 공공누리 제1유형으로 배포된 자료를 바탕으로 한 내용이 포함되어 있습니다.